# Colobus satanas
El colobo negro (Colobus satanas) es una especie de primate catarrino de la familia Cercopithecidae. Este mono es considerado por algunos como el más primitivo de los colobos. Se encuentra en selvas de Camerún, Guinea Ecuatorial, Gabón y la República del Congo.
El colobo negro tiene la piel oscura bajo su pelaje y su larga cola negras. Los machos de esta especie llegan a pesar 11 kg. El colobo negro es una de las diez especies de primates en mayor peligro en África.